# Tournoi de tennis de Tallahassee
Le USTA Tallahassee Tennis Challenger est un tournoi international de tennis masculin du circuit professionnel Challenger. Il a lieu tous les ans au mois d'avril à Tallahassee, aux États-Unis. Il a été créé en 1993 et s'est d'abord joué sur dur. Depuis 2013, il se joue sur terre battue en extérieur et il fait partie du USTA Pro Circuit Wild Card Challenge qui permet de décider quel joueur Américain obtiendra l'invitation pour disputer Roland-Garros.

## Palmarès messieurs

### Simple
| Année     | Vainqueur          | Finaliste           | Score             |
| --------- | ------------------ | ------------------- | ----------------- |
| 1993      | José Luis Noriega  | Danilo Marcelino    | 3-6, 7-6, 6-1     |
| 1994-1999 | Non joué           | Non joué            | Non joué          |
| 2000      | Jeff Salzenstein   | Kevin Kim           | 6-3, 6-2          |
| 2001      | Ramón Delgado      | Justin Gimelstob    | 7-5, 6-3          |
| 2002      | Brian Vahaly       | Justin Gimelstob    | 7-65, 6-4         |
| 2003      | Paul Goldstein     | Alex Kim            | 2-6, 6-2, 4-0 ab. |
| 2004      | Cecil Mamiit       | Björn Rehnquist     | 6-4, 4-6, 7-5     |
| 2005      | Brian Vahaly       | Justin Gimelstob    | 6-4, 6-0          |
| 2006      | Mardy Fish         | Zack Fleishman      | 7-5, 7-66         |
| 2007      | Jo-Wilfried Tsonga | Rik De Voest        | 6-1, 6-4          |
| 2008      | Bobby Reynolds     | Robert Kendrick     | 5-7, 6-4, 6-3     |
| 2009      | John Isner         | Donald Young        | 7-5, 6-4          |
| 2010      | Brian Dabul        | Robby Ginepri       | 4-6, 4-0 ab.      |
| 2011      | Donald Young       | Wayne Odesnik       | 6-4, 3-6, 6-3     |
| 2012      | Tim Smyczek        | Frank Dancevic      | 7-5, ab.          |
| 2013      | Denis Kudla        | Cedrik-Marcel Stebe | 6-3, 6-3          |
| 2014      | Robby Ginepri      | Frank Dancevic      | 6-3, 6-4          |
| 2015      | Facundo Argüello   | Frances Tiafoe      | 2-6, 7-65, 6-4    |
| 2016      | Quentin Halys      | Frances Tiafoe      | 6-7, 6-4, 6-2     |
| 2017      | Blaž Rola          | Ramkumar Ramanathan | 6-2, 66-7, 7-5    |
| 2018      | Noah Rubin         | Marc Polmans        | 6-2, 3-6, 6-4     |
| 2019      | Emilio Gómez       | Tommy Paul          | 6-2, 6-2          |
| 2020      | Édition annulée    | Édition annulée     | Édition annulée   |
| 2021      | Jenson Brooksby    | Bjorn Fratangelo    | 6-3, 4-6, 6-3     |
| 2022      | Wu Tung-lin        | Michael Mmoh        | 6-3, 6-4          |
| 2023      | Zizou Bergs        | Wu Tung-lin         | 7-5, 6-2          |
| 2024      | Zizou Bergs        | Mitchell Krueger    | 6-4, 7-69         |

### Double
| Année     | Vainqueurs                            | Finalistes                                | Score               |
| --------- | ------------------------------------- | ----------------------------------------- | ------------------- |
| 1993      | Otávio Della Marcelo Saliola          | Danilo Marcelino Francisco Roig           | 6-2, 6-7, 6-3       |
| 1994-1999 | Non joué                              | Non joué                                  | Non joué            |
| 2000      | Mark Knowles Mark Merklein            | Kelly Gullett Brandon Hawk                | 7-63, 6-2           |
| 2001      | Matthew Breen Lee Pearson             | Brandon Hawk Robert Kendrick              | 6-4, 6-2            |
| 2002      | Levar Harper-Griffith Jeff Williams   | Huntley Montgomery Brian Vahaly           | 6-3, 4-6, 6-4       |
| 2003      | Tableau non terminé                   | Tableau non terminé                       | Tableau non terminé |
| 2004      | Matías Boeker Noam Okun               | Mark Hlawaty Brad Weston                  | 63-7, 6-3, 6-4      |
| 2005      | Robert Lindstedt Alexander Peya       | Goran Dragicevic Mirko Pehar              | 6-2, 7-5            |
| 2006      | Rik De Voest Glenn Weiner             | Tripp Phillips Bobby Reynolds             | 3-6, 6-3, [10-0]    |
| 2007      | Izak van der Merwe Wesley Whitehouse  | John-Paul Fruttero Mirko Pehar            | 6-3, 6-4            |
| 2008      | Rajeev Ram Bobby Reynolds             | Robert Kendrick Ryan Sweeting             | Forfait             |
| 2009      | Eric Butorac Scott Lipsky             | Colin Fleming Ken Skupski                 | 6-1, 6-4            |
| 2010      | Stephen Huss Joseph Sirianni          | Robert Kendrick Bobby Reynolds            | 6-2, 6-4            |
| 2011      | Vasek Pospisil Bobby Reynolds         | Go Soeda James Ward                       | 6-2, 6-4            |
| 2012      | Martin Emmrich Andreas Siljeström     | Artem Sitak Blake Strode                  | 6-2, 7-64           |
| 2013      | Austin Krajicek Tennys Sandgren       | Greg Jones Peter Polansky                 | 1-6, 6-2, [10-8]    |
| 2014      | Ryan Agar Sebastian Bader             | Bjorn Fratangelo Mitchell Krueger         | 6-4, 7-63           |
| 2015      | Dennis Novikov Julio Peralta          | Somdev Devvarman Sanam Singh              | 6-2, 6-4            |
| 2016      | Dennis Novikov Julio Peralta          | Peter Luczak Marc Polmans                 | 3-6, 6-4, [12-10]   |
| 2017      | Scott Lipsky Leander Paes             | Máximo González Leonardo Mayer            | 4-6, 7-65, [10-7]   |
| 2018      | Robert Galloway Denis Kudla           | Enrique López Pérez Jeevan Nedunchezhiyan | 6-3, 6-1            |
| 2019      | Roberto Maytín Fernando Romboli       | Thai-Son Kwiatkowski Noah Rubin           | 6-2, 4-6, [10-7]    |
| 2020      | Édition annulée                       | Édition annulée                           | Édition annulée     |
| 2021      | Orlando Luz Rafael Matos              | Sekou Bangoura Donald Young               | 7-62, 6-2           |
| 2022      | Gijs Brouwer Christian Harrison       | Diego Hidalgo Cristian Rodríguez          | 4-6, 7-5, [10-6]    |
| 2023      | Federico Agustín Gómez Nicolás Kicker | William Blumberg Luis David Martínez      | 7-62, 4-6, [13-11]  |
| 2024      | Simon Freund Johannes Ingildsen       | William Blumberg Luis David Martínez      | 7-5, 7-64           |